# Pseudaletis subangulata
Pseudaletis subangulata är en fjärilsart som beskrevs av Talbot 1935. Pseudaletis subangulata ingår i släktet Pseudaletis och familjen juvelvingar. Inga underarter finns listade i Catalogue of Life.